# 제2차 일본공산당
제2차 일본공산당(일본어: 第二次共産党 다이니지쿄산토[*])은 1926년 12월의 제3회 당대회(고시키온천 대회)에서 재건된 이후의 비합법 조직 시대의 일본공산당을 가리키는 말이다.
종료 시점에 대해서는 전전 최후의 중앙위원 하카마다 사토미가 체포된 1935년 3월까지를 광의의 “제2차 일본공산당”이라 할 것이지만, 협의로는 1929년 4·16 사건에 의한 당원 대량검거로 조직이 괴멸될 때까지의 시기를 가리키고, 1929년에서 1935년까지는 별개의 용어들로 구분한다.

## 내력

### 고시키온천 대회에서의 당재건
제1차 일본공산당이 1924년 4월 해산 결의에 따라 자주적으로 해산하였으나, 코민테른은 이를 인정하지 않고 공산당 재건을 요구했다. 코민테른이 일본공산당의 세력을 과대평가하고 있었기 때문인데, 이는 일본공산당 측에서 당원수를 부풀려 보고했기 때문이었다. 따라서 재건 요구를 거부하기가 어려웠다.
그래서 1925년 8월 사노 마나부를 중심으로 당재건을 위한 공산주의자 그룹 “뷰로”가 발족했다. 이 뷰로가 발전해서 1926년 12월 4일 제3회 당대회가 개최되어 일본공산당 재건이 결의되었다. 이 대회는 야마가타현의 고시키온천에서 아무개 회사의 송년회를 위장해서 모인 것으로, 17명이 모였다. 이 때 중앙집행위원으로 취임한 것이 와타나베 마사노스케・토쿠다 큐이치・사노 마나부・후쿠모토 카즈오・사노 후미오・미타무라 시로・나베야마 사다치카・이치카와 쇼이치 등이었고, 대부분이 후쿠모토주의의 영향을 농후하게 받은 할동가들이었다. 제2차 일본공산당은 제1차와 마찬가지로 비합법 정당으로서 결당된 동시에, 코민테른의 지도성을 승인하여 코민테른 일본지부로서의 성격을 가졌다.

### 27년 테제와 노농파의 형성
1927년, 코민테른은 후쿠모토주의와 야마카와주의의 대립으로 인한 일본 당조직의 혼란을 해결하기 위한 일본문제위원회를 열었고, 일본공산당의 와타나베・후쿠모토・토쿠다・사노 후미오가 소환되었다. 반대측의 야마카와 히토시도 소환되었으나 불응했다. 동년 7월, 동 위원회에서 27년 테제를 발령하여 후쿠모토주의와 야마카와주의가 모두 부정당했고(일본에서 공표된 것은 1928년 3월), 1926년 일본 사상계를 휩쓸었던 후쿠모토는 실각해서 두번 다시 당권을 잡지 못했다. 이에 따라 12월 후쿠모토파가 일소된 새로운 당 지도부가 조직되었고, 당위원장에 사노 마나부, 기타 임원에 와타나베・나베야마・이치카와 등이 취임했다.
이듬해 1928년 2월에는 기관지 『적기』(이 때는 셋키せっき라고 읽었다)가 창간되었고, 같은 달 치러진 제1회 보통선거에서 공산당의 프론트 조직인 노동농민당(1926년 3월 창당)을 통해 야마모토 센지 등 2명의 당선자를 냈다.
한편, 제1차 일본공산당의 창당의 중심세력이었으나 제2차 일본공산당에 참여하지 않은 아라하타 칸손・야마카와 히토시 등 노장파 사회주의자들은 잡지 『노농』을 창간해 비공산당 사회주의자 집단 노농파를 출범한다. 공산당에서 이들을 제명했으나, 노농파 입장에서 보면 애초에 제2차 공산당에 참여한 적이 없으므로 이 제명 처분은 무의미한 것이다.

### 3·15 및 4·16 사건과 궤멸
이러한 공산당 세력의 진출에 대하여 당국은 탄압을 강화하여, 1928년 3·15 사건으로 지상당원 중심으로 전국에서 당원 약 1,600 명이 검거되었고, 그 중 484명이 기소되었다. 토쿠다 큐이치도 직전에 검거되었다. 또한 공산당의 프론트 합법조직들(노동농민당・일본노동조합평의회・무산청년동맹)에 대하여서도 4월에 해산명령이 내려졌다. 10월에는 와타나베 마사노스케가 대만에서 관헌에게 사살되었고, 그 전후로 후쿠모토 카즈오・코쿠료 고이치로가 검거되었다. 그러나 한편으로는 “적색조합주의” 노선을 내건 노동단체 일본노동조합전국협의회(전협)이 결성(1928년 12월)이 되어 이후 공산당의 합법기반을 지탱하는 기둥 중 하나가 되었다. 그러나 1929년 4·16 사건에서 지하당원들까지 검거되어 339명이 기소되었고, 그동안 검거를 피해온 사노 마나부・나베야마・미타무라・이치카와 등도 모조리 검거되면서 당중앙이 궤멸되었다.
좁은 의미에서의 제2차 일본공산당의 역사는 여기서 끝을 맺으며, 이후의 넓은 의미에서의 제2차 일본공산당은 무장공산당(1929-1930년), 비상시공산당(1931년-1932년), 린치공산당(1933년-1935년)으로 세분화된다.

## 참고 자료
- 神田文人 「日本共産党」 『国史大辞典』（第11巻） 吉川弘文館 1991年
- 岡本宏 「日本共産党」 『日本史大事典』（第5巻） 平凡社 1993年
- 神田文人 「日本共産党」 『日本歴史大事典』（第3巻） 小学館 2001年